# Distrito electoral federal 10 de Michoacán
El Distrito electoral federal 10 de Michoacán es uno de los 300 distritos electorales en los que se encuentra dividido el territorio de México para la elección de diputados federales y uno de los 11 en los que se divide el estado de Michoacán de Ocampo. Su cabecera es la ciudad de Morelia, que es además la capital del estado.
El distrito 5 de Michoacán se ubica en el centro-norte del estado. Desde el proceso de distritación de 2022 lo conforma la mitad sureste del municipio de Morelia.

## Distritaciones anteriores
El distrito 10 fue creado por la Reforma Electoral de 1977; anterior a ese año Michoacán tenía únicamente 9 distritos electorales federales, por lo cual el décimo distrito solo a electo diputados a partir de 1979 a la LI Legislatura.

### Distritación 1996-2005
Entre 1996 y 2005 el distrito 10 se encontraba en la misma zona, en el municipio de Morelia, pero el sector que lo conformaba era la mitad sureste del municipio y ciudad.

### Distritación 2005-2017
Entre 2005-2017 el distrito 10 se integraba por la mitad oriental del municipio de Morelia.

### Distritación 2017-2022
Entre 2017 y 2022 el distrito 10 estaba formado por la mitad oriente del municipio de Morelia.

## Diputados por el distrito
- LI Legislatura
  - (1979-1982): Genovevo Figueroa Zamudio
- LII Legislatura
  - (1982-1985): Eulalio Ramos Valladolid
- LIII Legislatura
  - (1985-1994): Janitzio Mújica Rodríguez Cabo
- LVI Legislatura
  - (1994-1997): Victoria Eugenia Méndez Márquez
- LVII Legislatura
  - (1997-2000): Samuel Maldonado Bautista
- LVIII Legislatura
  - (2000-2003): Salvador López Orduña
- LIX Legislatura
  - (2003-2006): Pablo Villanueva Ramírez
- LX Legislatura
  - (2006-2009): José Luis Espinosa Piña
- LXI Legislatura
  - (2009-2012): Laura Suárez González
- LXII Legislatura
  - (2012-2015): Ernesto Núñez Aguilar
- LXIII Legislatura
  - (2015-2018): Daniela de los Santos Torres
- LXIV Legislatura
  - (2018-2021) Ivan Arturo Pérez Negrón Ruiz
- LXV Legislatura
  - (2021-2024) Carlos Humberto Quintana Martínez 
  - (2024-2024) Omar Francisco Gudiño Magaña

- LXV Legislatura
  - (2024-2027) David Cortés Mendoza  }}